# Метаезик
Представката мета (μετά) идва е от гръцки и означава „след/отвъд“. Най-общо казано, с представката мета се описва нещо, което е над това, което следва тази представка. Например – метафизичното е отвъд физичното.
Терминът „метаезик“ се употребява в математиката и логиката със следното значение: формализиран език, със средствата на който се изследват свойствата на съответните предметни (или обектни) теории, разграничава се равнището на самите описвани предмети и n-тото равнище на тяхното описание. В лингвистиката метаезикът е специално създаден език с цел само да описва естествения език. Въз основа на тази идея Роман Якобсон формира идеята си за метаезиковата функция на езика.